# Cascaronia astragalina
Genre
Espèce
Cascaronia astragalina est une espèce de plantes dicotylédones de la famille des Fabaceae, sous-famille des Faboideae, originaire d'Amérique du Sud. C'est l'unique espèce acceptée du genre Cascaronia (genre monotypique).
Ce sont des arbres pouvant atteindre 25 mètres de haut, exploités localement pour leur bois dur et lourd.